# Kolindsund
Kolindsund ist eine Landsenke, die sich zwei Meter unter Meeresniveau zwischen Kolind im Westen und Grenaa im Osten der Halbinsel Djursland, Dänemark, erstreckt. Das Gebiet ist 17 km lang und ein bis zwei km breit, es bedeckt insgesamt rund 25 Quadratkilometer. Die Böschungen erreichen eine Höhe von bis zu 35 m. Der Kolindsund war ursprünglich ein Gewässer, das ab 1872 trockengelegt wurde.

## Geschichte
Ein breiter Sund teilte Djursland vom Ende der Weichsel-Kaltzeit bis ins Mittelalter. Der nördliche Teil bildete lange eine Insel. Später wurde der Sund als Folge der Landhebung und Verlandungen an den Mündungen zu einem Binnengewässer, anfangs Dänemarks zweitgrößter See. Eine solche Veränderung der Küstenlinie ist keineswegs einmalig. Der Lystrupfjord nördlich von Aarhus verschwand auf gleiche Weise.
Im Jahre 1872 wurde der Kolindsund von einer Aktiengesellschaft erworben und im Wesentlichen bis 1880 trockengelegt. Die beiden Pumpstationen von 1937/38 konnten jedoch eine allmähliche Versumpfung des Geländes nicht verhindern. Etwa ein Viertel der einst genutzten Ackerflächen wurden aufgegeben, da sie für die landwirtschaftliche Bewirtschaftung nicht trocken genug gehalten werden können. Das Ziel einer Organisation „Freunde des Kolindsund“ ist die Renaturierung der Riedsümpfe und der Wiederherstellung des Sees. Auf einer Fläche von 100 Hektar bilden sich seit 1967 bereits neue Riedsümpfe und diese Entwicklung setzt sich mit steigender Geschwindigkeit fort.

## Die Kanäle
Die beiden Kolindsund-Kanäle (Nord- und Südkanal) gehören zu Dänemarks ertragreichsten Meerforellen-Gewässern. Heute werden im Sommer ausgehend von Kolind auch Kanuausflüge auf dem Südkanal angeboten.

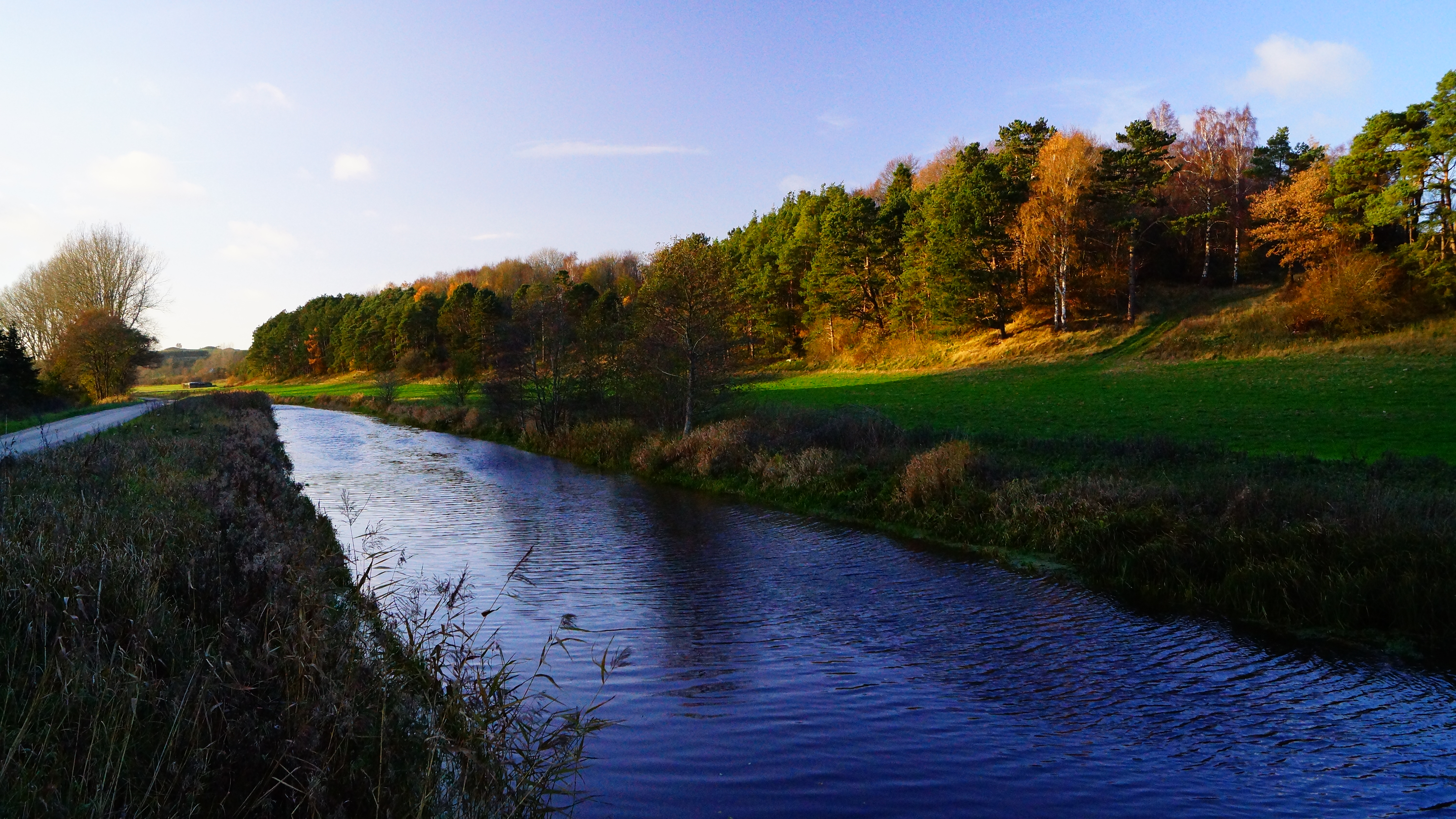
Nordkanal
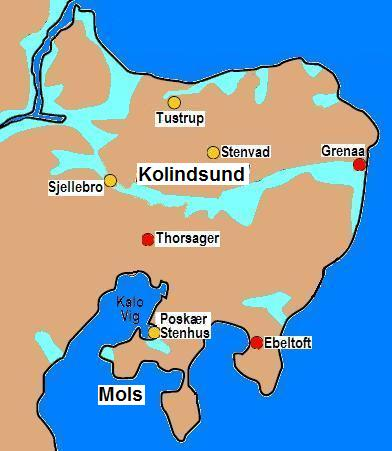
Djursland
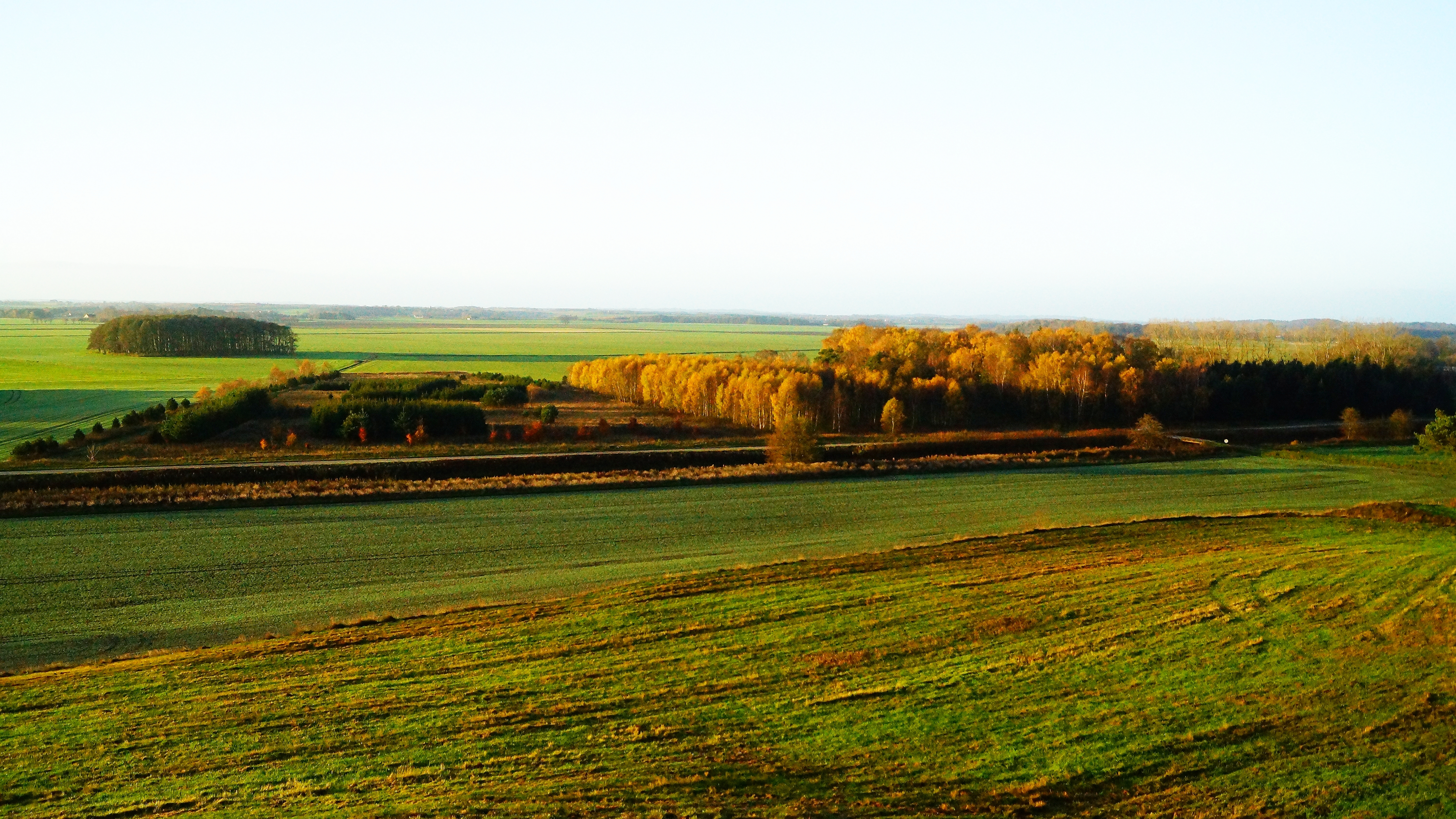
Kolindsund